# SN 2006rf
SN 2006rf – supernowa typu Ia odkryta 1 listopada 2006 roku w galaktyce A015317+0923. Jej maksymalna jasność wynosiła 19,15m.